# Kurt Diwok
Kurt Emil Franz Diwok (* 18. August 1933 in Reichenberg, Tschechoslowakei; † 9. September 2015 in Rostock) war ein deutscher Mediziner und Hochschullehrer.

## Leben

### Familie
Kurt Diwoks Vater, Emil Diwok, war Lehrer, ebenso wie seine Mutter, Maria Diwok.
Kurt Diwok war verheiratet und seine Frau war ebenfalls Ärztin. Gemeinsam hatten sie mehrere Kinder.
Seine Beisetzung fand auf dem Neuen Friedhof in Rostock statt.

### Werdegang
Kurt Diwok besuchte von 1939 bis 1945 die Volksschule in Dörfel bei Reichenberg, gefolgt von der Oberschule in Reichenberg. Nach dem Zweiten Weltkrieg erfolgte im Jahr 1946 aufgrund der politischen Umstände die Aussiedlung nach Gnoien in Mecklenburg. Hier besuchte er von 1946 bis 1948 die Grundschule und wechselte anschließend zur Heinrich-Heine-Oberschule in Teterow.
Er legte 1952 sein Abitur in Teterow ab und begann im selben Jahr ein Studium der Humanmedizin an der Universität Rostock. Nach erfolgreichem Abschluss seines Studiums mit dem Medizinischen Staatsexamen im Jahr 1957 trat er am 1. März 1958 eine Stelle an der Universität Rostock in der Klinik für Innere Medizin bei Martin Gülzow an. Im selben Jahr erhielt er die Approbation als Arzt und promovierte, betreut von Axel Beckmann. In seiner Dissertation beschäftigte er sich mit den Seitendifferenzen des Blutdrucks bei lokalen Temperaturreizen an der oberen Extremität des Menschen.
Von 1958 bis 1975 war Kurt Diwok als Arzt an der Klinik für Innere Medizin der Universität Rostock tätig. 1965 erlangte er die Facharztqualifikation für Innere Medizin und wurde 1970 zum Oberarzt ernannt, bevor er 1974 die Position des Abteilungsleiters der Pneumologie übernahm; in dieser Zeit erhielt er die Facultas Docendi, die ihm die Lehrberechtigung verlieh und im Jahr 1973 wurde seine Habilitation in den Grad eines Doctor scientiae (Dr. SC.) umgewandelt. In den Jahren 1975 bis 1979 wirkte er als Hochschuldozent für Innere Medizin und wurde 1979 zum ordentlichen Professor ernannt, eine Position, die er bis 1992 innehatte. Im Anschluss daran war er bis 1998 Professor für Innere Medizin an der Universität Rostock.
Seine Habilitation im Jahr 1969 zum Dr. med. habil. in Innere Medizin basierte auf seiner Arbeit über Pankreassekretionsstudien am Menschen.
2000 erfolgte seine Emeritierung. Nach seiner Emeritierung blieb er aktiv und arbeitete als Gutachter in der norddeutschen Schlichtungsstelle in Hannover. Er war weiterhin als Dozent an Fachschulen tätig und leitete Patientenseminare. In der Ärztekammer Mecklenburg-Vorpommern engagierte er sich als Vorsitzender der Fachkommission Pneumologie von 1995 bis 2007, als Prüfer und als Wahlleiter bei den Kammerwahlen 2002 und 2006.
Er veröffentlichte in fünf Lehr- und Fachbüchern und verfasste mehr als 100 Publikationen. Zudem hielt er eine Vielzahl von Vorträgen auf nationalen und internationalen Kongressen.

### Akademische Selbstverwaltung
In der akademischen Selbstverwaltung war Kurt Diwok von 1974 bis 1990 stellvertretender Klinikdirektor. Zudem nahm er von 1984 bis 1988 die Rolle des stellvertretenden Prorektors für medizinische Betreuung ein und war von 1988 bis 1990 Mitglied im Disziplinarausschuss für Hochschullehrer.

### Funktionen und Mitgliedschaften
Kurt Diwok spielte eine aktive Rolle in der Entwicklung der 1947 gegründeten Naturforschenden und Medizinischen Gesellschaft zu Rostock, die ursprünglich als Naturforschende Gesellschaft zu Rostock bereits 1882 ins Leben gerufen wurde und 2003 in Gesellschaft der Naturforscher und Ärzte Rostock umbenannt worden war, deren Vorsitzender er von 1989 bis 1999 war. In den 1970er Jahren erlebte das Vereinsleben einen grundlegenden Wandel. Die Atmosphäre in den Versammlungen, in denen Studenten und junge Ärzte oft auf den Treppenstufen der Frauenklinik saßen, bot bei engagierten Diskursen Einblicke in eine hohe Streitkultur. Mit der Zeit und dem Aufkommen neuer Publikationen sowie elektronischer Medien änderten sich die Bedürfnisse und Interessen der Mitglieder. Der reine Wissenserwerb trat in den Hintergrund, und es wurden neue Themen gefordert, die an den Schnittstellen zwischen Medizin, Gesellschaft, Politik und Naturwissenschaften angesiedelt waren. Kurt Diwok erkannte diese Herausforderungen und setzte sich zielstrebig für eine Annäherung zwischen Medizinern und Naturwissenschaftlern ein. Kurt Diwok hatte maßgeblich dazu beigetragen, die Gesellschaft als Bindeglied zwischen Medizin und ihren angrenzenden Disziplinen zu prägen und zu stabilisieren.
1997 leitete er die 25. Wissenschaftliche Tagung der Naturforschenden und Medizinischen Gesellschaft zu Rostock, wobei er einen Überblick über die wechselhafte Geschichte der Gesellschaft veröffentlichte.
Von 1995 bis 1997 war er Vorsitzender der Norddeutschen Gesellschaft für Pneumologie.
In den Jahren 1996 bis 1998 war er Beiratsmitglied im Vorstand der Deutsche Gesellschaft für Pneumologie und Beatmungsmedizin. Darüber hinaus war er Mitglied der Gesellschaft der Internisten Mecklenburg-Vorpommern.

### Ehrungen und Auszeichnungen
In seinem Lebenslauf, den er vermutlich 1999 verfasste, gab Kurt Diwok an, das er Obermedizinalrat war.
Im Jahr 2003 wurde ihm die Ehrenmitgliedschaft der Gesellschaft der Naturforscher und Ärzte Rostock verliehen, eine Anerkennung für seine Verdienste in der medizinischen Wissenschaft und Praxis.

## Schriften (Auswahl)
- Seitendifferenzen des Blutdrucks bei lokalen Temperaturreizen an der oberen Extremität des Menschen. 1958.
- Pankreassekretionsstudien am Menschen. 1969.